# Tommaso Dolabella

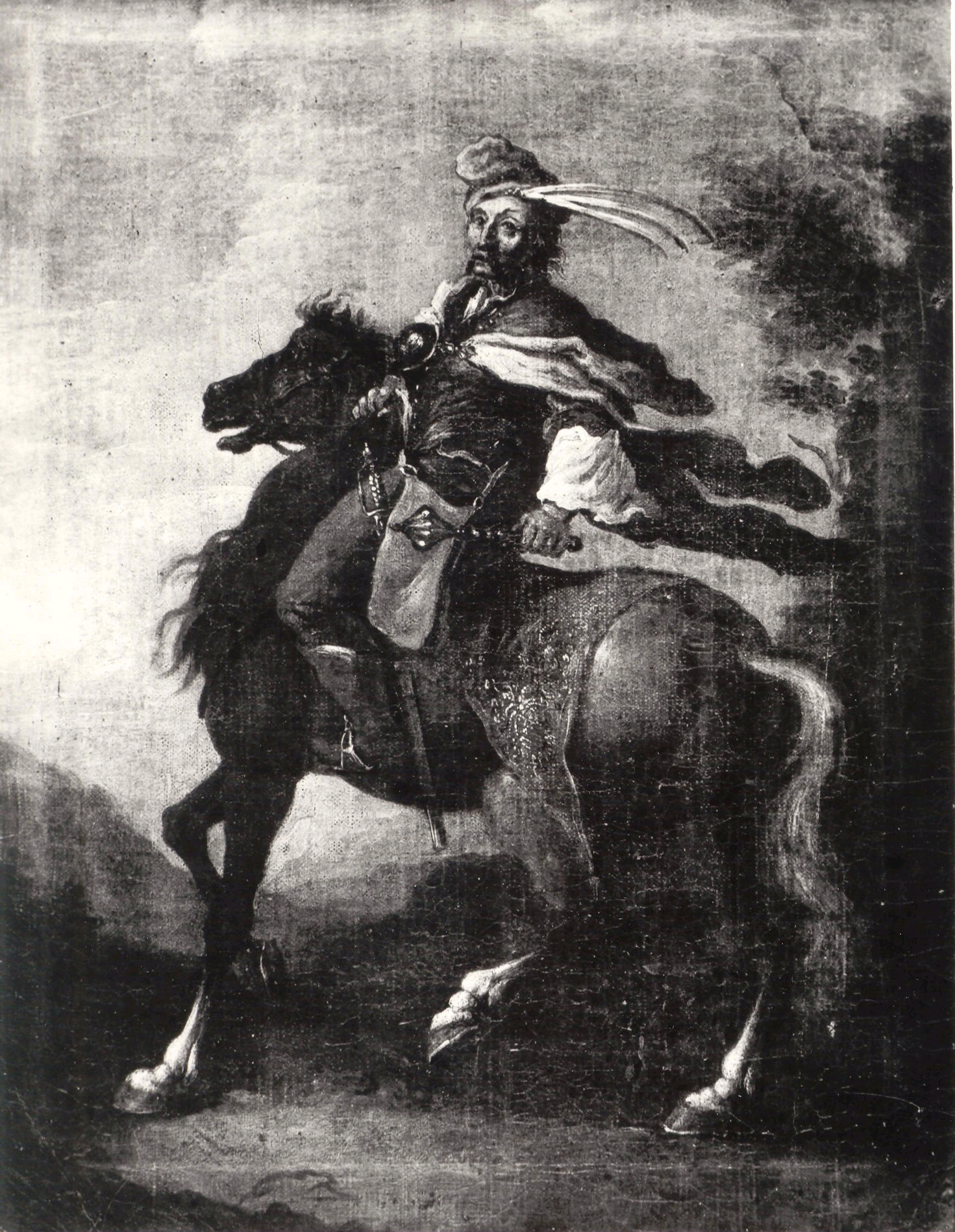
Un jinete vestido con el traje nacional polaco

Tommaso Dolabella (1570-1650) fue un pintor barroco de Venecia, que se asentó en la corte real de la Mancomunidad de Polonia-Lituania del rey Segismundo III Vasa y su hijo Vladislao IV Vasa. En Varsovia abrió un taller de pintura. 